# John Law (sociólogo)
John Law (nascido em 16 de maio de 1946)  é sociólogo e estudioso de ciência e tecnologia britânico, atualmente professor emérito na Faculdade de Ciências Sociais da Open University, no Reino Unido. Law cunhou o termo teoria ator-rede (TAR) em 1992 ao sintetizar o trabalho realizado com colegas do Centre de Sociologie de l'Innovation.

## Teoria ator-rede
A teoria ator-rede, às vezes abreviada para TAR, é uma abordagem das ciências sociais para descrever e explicar estruturas, processos e eventos sociais, organizacionais, científicos e tecnológicos. Assume que todos os componentes de tais estruturas (sejam humanos ou não) formam uma rede de relações que pode ser mapeada e descrita nos mesmos termos ou vocabulário.
Desenvolvido pelos estudiosos Michel Callon, Madeleine Akrich, Bruno Latour, pelo próprio Law e outros, a TAR pode alternativamente ser descrita como um método “material-semiótico”. A TAR se esforça para mapear relações que sejam simultaneamente materiais (entre coisas) e 'semióticas' (entre conceitos), por exemplo, as interações em um banco envolvem tanto pessoas e suas ideias, quanto computadores. Juntos, eles formam uma única rede.
O professor John Law foi um dos diretores do Centro de Pesquisa sobre Mudança Sócio-Cultural financiado Economic and Social Research Council (ESRC), do Reino Unido.

### Autoria própria
- Law, John; Lodge, Peter (1984). Science for social scientists. London: Macmillan Press. ISBN 9780333351017. OCLC 20492048
- Law, John (1994). Organizing modernity: social ordering and social theory. Oxford, UK Cambridge, Massachusetts, USA: Blackwell. ISBN 9780631185130. OCLC 901782885
- Law, John (2002). Aircraft stories: decentering the object in technoscience. Durham, North Carolina: Duke University Press. ISBN 9780822328247. OCLC 231972039
- Law, John (2004). After method: mess in social science research. London New York: Routledge. ISBN 9780415341752. OCLC 989163983
- Bowman, Andrew; Ertürk, Ismail; Froud, Julie; Johal, Sukhdev; Law, John; Lever (2014). The end of the experiment? Reframing the foundational economy. Manchester: Manchester University Press. ISBN 9780719096334. OCLC 934513178

### Suas edições
- Law; Callon, Michel; Rip, Arie, eds. (1986). Mapping the dynamics of science and technology: sociology of science in the real world. Basingstoke: Macmillan. ISBN 9780333372234. OCLC 254959355
- Law, John, ed. (1986). Power, action, and belief: a new sociology of knowledge. London Boston: Routledge & Kegan Paul. ISBN 9780710208026. OCLC 901422036
- Fyfe; Law, John, eds. (1988). Picturing power: visual depiction and social relations. London: Routledge. ISBN 9780415031448. OCLC 802667909
- Law, John, ed. (1991). A sociology of monsters: essays on power, technology, and domination. London New York: Routledge. ISBN 9780415071390. OCLC 902188595
- Bijker; Law, John, eds. (1992). Shaping technology/building society: studies in sociotechnical change. Cambridge, Massachusetts: MIT Press. ISBN 9780262521949. OCLC 838028387
- Brenna; Law, John; Moser, Ingunn, eds. (1998). Machines, agency and desire. Oslo: Center for Technology and Culture. ISBN 9788213013093. OCLC 807626021
- Law; Hassard, John, eds. (1999). Actor network theory and after. Oxford England Malden, Massachusetts: Blackwell/Sociological Review. ISBN 9780631211945. OCLC 939893096
- Law; Mol, Annemarie, eds. (2002). Complexities: social studies of knowledge practices. Durham, North Carolina: Duke University Press. ISBN 9780822328469. OCLC 751357043
- Law; Ruppert, Evelyn, eds. (2016). Modes of knowing: resources from the Baroque. Manchester: Mattering Press. ISBN 9780993144981. OCLC 989957904